# Cossyphini
Cossyphini (лат.) — триба жесткокрылых из семейства чернотелок из подсемейства мохнатки.

## Описание
Тело плоское, светло-коричневого или красновато-коричневый цвета. Размеры от 4 до 18 мм. Усики состоят из 11 сегментов. Первый членик усиков сплюснут, треугольной формы. Вершинные членики усиков увеличены. Верхняя губа удлинённая. Последний членик верхнечелюстных щупиков топоровидной формы. Передний край наличника с трапециевидной вырезкой. Глаза выпуклые. Ширина переднеспинки больше чем длина, и она полностью прикрывает голову сверху. Крылья могут быть хорошо развиты (Cossyphus tauricus) или редуцированы (Cossyphus moniliferus). Ноги короткие и тонкие. На голенях шпоры отсутствуют. На внутренней поверхности коготкового членика у самцов расположен зубец. Мембраны между стернитами не видны. Защитных желёз нет. Относятся к экологической группе облигатных галобионтов и трещинных стратобионтов. Стратобионтами называют виды, которые обитают в подстилке, норах, пещерах. Некоторые виды (Cossyphus tauricus) хорошо летят на свет.

## Систематика
В составе трибы два рода и 33 вида. Представители рода Endustomus встречаются только в тропической Африке, а Cossyphus распространены в Палеарктической, Ориентальной, Афротропической областях, на Мадагаскаре и Австралии. Отсутствуют в Америке, Новой Зеландии и на океанических островах:
- Cossyphus Olivier, 1795 typus
- Endustomus Bręme, 1846